# Baghat
fin XVe siècle – 1948
Entités précédentes :
- Raj britannique

Entités suivantes :
- Inde

Le Baghat est un ancien État princier des Indes.

## Histoire
Le Baghat a été sous contrôle britannique de 1839 à 1842 et 1849 à 1860. Il a intégré l'État de l'Himachal Pradesh.

## Dirigeants: Râna puis Râja
- Râna
  - 1803 - 1839 : Mohindar Singh (+1839)
  - 1842 - 1849 : Bije Singh (+1849)
  - 1861 : Umaid Singh (1825-1861)
  - 1861 - 1911 : Dhalip Singh (1860-1911)
  - 1912 - 1928 : Durga Singh (1901-1977)
- Râja
  - 1928 - 1948 : Durga Singh